# ヤマネブラー駅
ヤマネブラー駅（-えき、トルコ語:Yamanevler Metro İstasyonu）はトルコのイスタンブール市ウムラニエ区にある、イスタンブール地下鉄M5号線の駅。

## 歴史
- 2017年12月15日 - M5号線・ユスキュダル-ヤマネブラー間開通と同時に駅開業[1]。
- 2019年8月30日 - 深夜運転開始。しかし後にトルコでの新型コロナウイルス流行により休止となる。
- 2022年5月6日 - 深夜運転再開。土曜と日曜のみの0時30分から5時30分の間、30分おきの発着で、料金は通常の2倍[2]。この運行時間でも全ての出入り口は解放される[3]。

## 駅構造

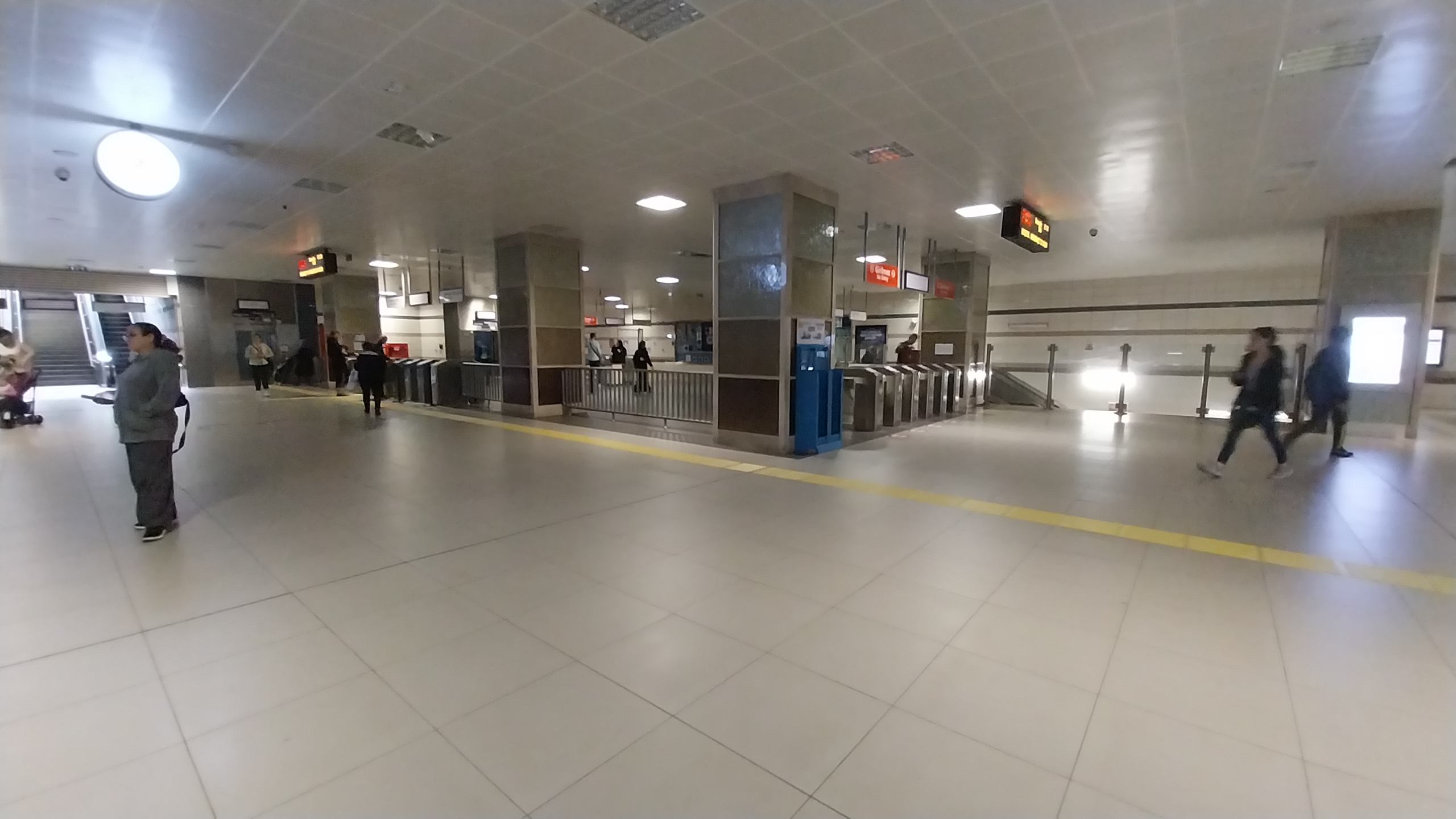
改札口

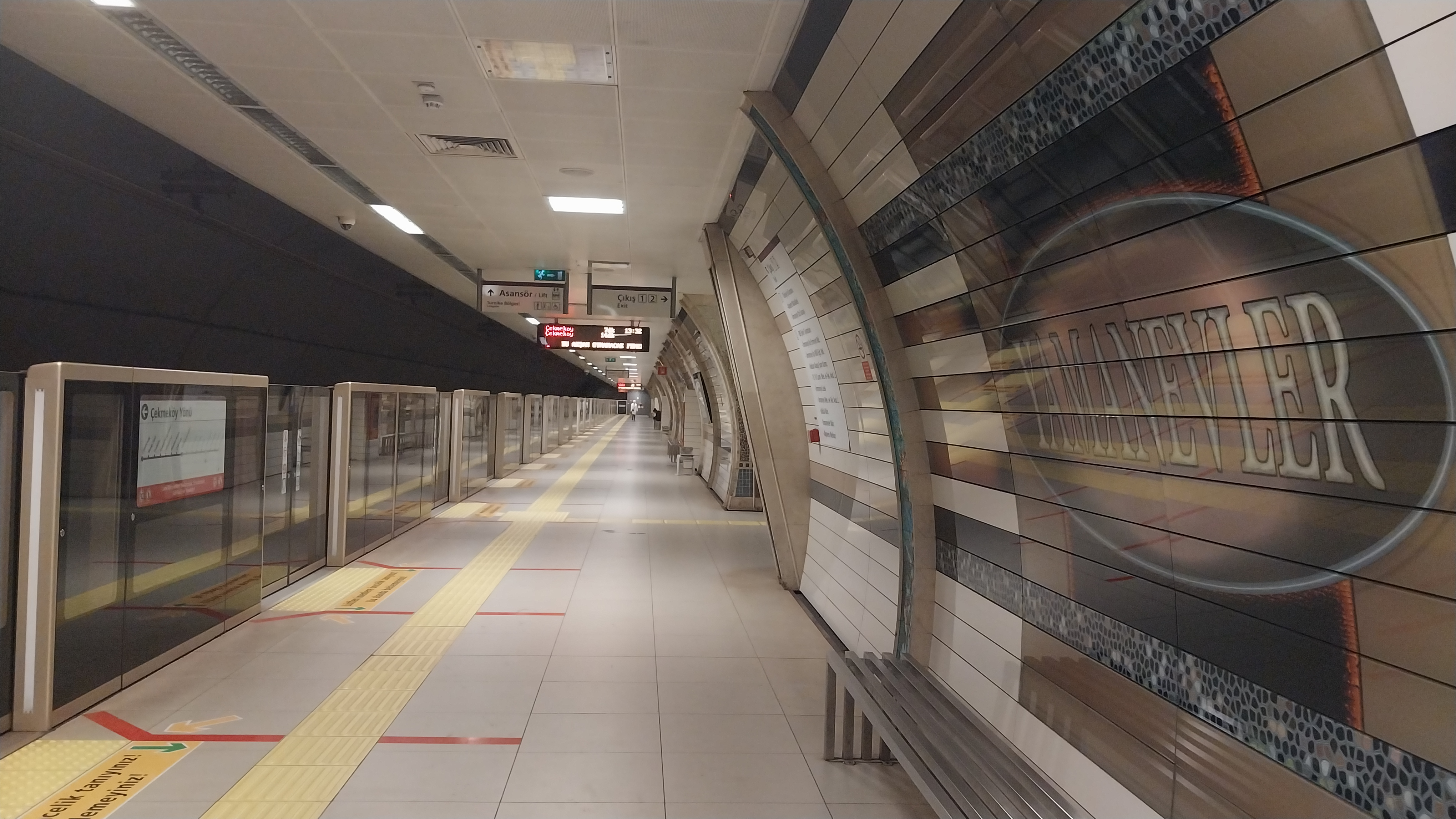
プラットホーム

島式ホーム1面2線を有する地下駅でホームドアが設置されている。出入り口は1番と2番の2ヶ所ある。

### のりば
案内上ののりば番号は設定されていない。
| チャルシュ ↑ \| ⇌ 北側 南側 ⇌ \| ↓ チャクマク | 北側ホーム | 西行 | M5号線 | ウムラニエ・アルトゥニザデ・ユスキュダル方面 |
| チャルシュ ↑ \| ⇌ 北側 南側 ⇌ \| ↓ チャクマク | 南側ホーム | 東行 | M5号線 | チェキメキョイ方面                           |

## 駅周辺
- ジャンパークAVM（Canpark AVM） - ショッピングモール
- IMMハルドゥン・アラガシュ・スポーツ・コンプレックス（İBB Haldun Alagaş Spor Kompleksi）
- アトラス病院（Atlas Hastanesi）
- ネルミン・イマモグル・モスク（Nermin Imamoglu Cami）
- BİM（トルコ語版、英語版） - スーパーマーケット

## バス路線
İETTバス: 9A, 9Ç, 9Ş, 9Ü, 9ÜD, 10, 11G, 11H, 11P, 11V, 11ÇB, 13, 13B, 13H, 13TD, 14, 14B, 14E, 14ES, 14YE, 19D, 131, 131A, 131B, 131C, 131TD, 131YS, 131Ü, 138, 320, 522

## 隣の駅
イスタンブール地下鉄
 M5号線
チャルシュ駅 - ヤマネブラー駅 - チャクマク駅